# 岳张集镇
岳张集镇，是中华人民共和国安徽省淮南市凤台县下辖的一个乡镇级行政单位。

## 行政区划
岳张集镇下辖以下地区：
岳张集村、岳沿塘村、寺沟村、前岗村、柏郢村、后岗村、大台村、小刘村、集西村、土楼村、田岗村、观音村、栾胡村、金沟村、徐圩村、双楼村、大胡村、井沿村、六院村、汤庄村、连塘村、徐湖村、大公村、张集煤矿社区和张集北矿社区。